# Saison 4 de Being Human : La Confrérie de l'étrange
Chronologie
Saison 3 Saison 5
Cet article présente les huit épisodes de la quatrième saison de la série télévisée britannique Being Human : La Confrérie de l'étrange (Being Human).

## Synopsis
L'histoire suit trois colocataires dans la trentaine qui tentent de vivre une vie normale bien qu'ils aient chacun quelque chose de particulier : il y a George qui est un loup-garou, Mitchell un vampire et Annie un fantôme.

## Distribution

### Acteurs principaux
- Lenora Crichlow (V. F. : Agnès Manoury) : Anna « Annie » Clare Sawyer, une fantôme
- Russell Tovey (V. F. : Jean-Marco Montalto) : George Sands, un loup-garou (Episode 1)
- Michael Socha (V. F. : Stéphane Pouplard) : Thomas « Tom » MacNair, un jeune loup-garou
- Damien Molony (V. F. : Mathias Casartelli) : Hal Yorke, un vampire remplaçant Mitchell

### Acteurs récurrents
- Kate Bracken (V. F. : Hélène Bizot) : Alex Millar, une jeune femme devenant un fantôme
- Gina Bramhill (V. F. : Marie Chevalot) : Ève
- Andrew Gower (V. F. : Yannick Blivet) : Nick Cutler
- Mark Williams (V. F. : Patrice Dozier) : Regis
- Craig Roberts (V. F. : Juan Llorca) : Adam

### Invités
- Lucy Robinson (V. F. : Dominique Lelong) : Dr Wilson (épisode 3)
- Ellie Kendrick (V. F. : Pascale Chemin) : Allison (épisode 6)
- Amanda Abbington (V. F. : Dominique Lelong) : Golda (épisode 6)
- Steven Robertson (en) (V. F. : Loïc Houdré) : Dominic Rook (épisode 8)

## Production
Le 13 mars 2011, la chaîne anglaise a renouvelé la série pour une quatrième saison de 8 épisodes

## Liste des épisodes

### Épisode 1:Ève, l'élue qui sauvera le monde
- Royaume-Uni : 5 février 2012 sur BBC Three[2]
- France : 27 janvier 2013 sur OCS Choc[3]

- Royaume-Uni : 1,23 million de téléspectateurs (première diffusion)

2037 : Le monde est dominé par les vampires. De petits nids de résistance humaine persistent un peu partout dans le monde, mais sont vite démantelés par les vampires. Une semaine après l'accouchement de Nina, celle-ci se fait tuer par un groupe de vampires. George reste donc seul avec sa fille et Annie. George est hyper protecteur envers sa fille au point de ne pas vouloir trop s'y attacher. De son côté, Tom a retrouvé le meurtrier de Nina, et a prévenu George, mais ces deux là tombent dans un piège alors que la pleine lune approche. La fille de George se fait enlever par les vampires. Ces derniers arrivent à convaincre George d'offrir sa vie en échange de celle de sa fille, mais une prophétie annonce qu'un bébé humain né de deux loups garous déclenchera la fin de tous les vampires.

### Épisode 2:1955
- Royaume-Uni : 12 février 2012 sur BBC Three
- France : 27 janvier 2013 sur OCS Choc

- Royaume-Uni : 926 000 téléspectateurs (première diffusion)

Pearl, Leo et Hal vont vers l'ouest, dans le but de trouver Annie et Tom. Ces derniers ont du mal à cohabiter depuis la disparition de George. Quand le petit groupe arrive devant la maison d'Annie et Tom, Annie improvise une cérémonie de guérison pour Leo pour que tous croient vraiment qu’Eve est l'élue. Cependant, Leo fait une attaque. Annie demande donc à Hal et Pearl d'emménager avec Tom et elle, anticipant la disparition du loup-garou. Leo confie pour mission à Tom et à Hal d'aller chercher une bague. La recherche dégénère et ils agressent un préteur sur gages. Ils arrivent finalement à voler la bague. Annie fait prendre conscience à Pearl qu'elle provoque des poltergeists, à cause des sentiments qu'elle a pour Leo, alors que sa santé décline à vue d’œil. Prête à avouer ces sentiments, Pearl se fait doubler par Leo, qui lui offre la bague en guise de preuve d'amour, regrettant de ne pas l'avoir fait plus tôt. Il meurt alors, passant la porte avec Pearl, tandis que Hal qui ne veut pas rester seul, décide de demeurer avec Tom et Annie.

### Épisode 3:Service de nuit
- Royaume-Uni : 19 février 2012 sur BBC Three
- France : 3 février 2013 sur OCS Choc

- Royaume-Uni : 780 000 téléspectateurs (première diffusion)

L'épisode débute en Angleterre en 1885, et nous révèle qu'Hal était un Ancien sanguinaire.
Tom, Annie et Hal ont des problèmes d'argent au point de voler des courses au supermarché. Hal prend donc un travail au fast-food où travaille Tom. Le vampire qui a sauvé Eve (nommé Fergus) revient après avoir aperçu Annie et Tom au supermarché, et les prévient du danger qui les guette s'ils restent à Barry. Un des vampires retrouve Annie et le bébé en promettant de la tuer. Tom ne fait pas confiance dans le self-control de Hal et garde un pieu sous la main ; le vampire tombe dessus, rendant la tension palpable entre les deux hommes. Annie demande de l'aide à Fergus, et celui-ci lui demande des souvenirs en échange d'informations. 
Hal rencontre une ancienne connaissance qui lui propose de reprendre sa place en tant qu'Ancien, s'il se décide à tuer Tom. Le loup-garou et le vampire font un concours de drague concernant une gothique nommée Michaela, qui tourne au vinaigre. Cette fille revient et fait perdre ses moyens à Hal, mais Tom est là pour soutenir le vampire. Pendant qu'Annie pense à déménager, des vampires attaquent Hal et Tom au fast-food et ces derniers sauvent Michaela. Lorsqu'ils arrivent chez eux, Annie est prête à partir avec Fergus. Elle essaie d'expliquer cela à ses colocataires, lorsque des vampires débarquent et qu'une bagarre éclate. Les assaillants sont tués, Michaela est transformée en vampire et Annie donne sa confiance à Tom et Hal. 

### Épisode 4:SOS fantôme
- Royaume-Uni : 26 février 2012 sur BBC Three
- France : 3 février 2013 sur OCS Choc

- Royaume-Uni : 862 000 téléspectateurs (première diffusion)

En 1975, on assiste à la mort du fantôme sorti de la porte de l'épisode précédent.
Kirby, le fantôme, frappe à la porte de la maison du groupe en prétendant qu'il a un message de la part de Nina. Cependant Kirby sème le trouble dans la maison. Ève étant malade, ils appellent un médecin en faisant croire que Tom et Hal sont gays, malgré tout, ce docteur menace de vérifier le dossier de la petite puisqu'il n'y a aucune trace d'elle. Kirby le fait donc mourir d'une crise cardiaque. Alors que c'est le 21e anniversaire de Tom, Hal lit dans le journal que le bouc émissaire du tunnel de box est accusé d'avoir mangé ses victimes et va menacer le médecin qui a pratiqué les examens pour qu'elle lui révèle le nom des personnes qui la font chanter.

### Épisode 5:À la une
- Royaume-Uni : 4 mars 2012 sur BBC Three
- France : 10 février 2013 sur OCS Choc

- Royaume-Uni : 940 000 téléspectateurs (première diffusion)

### Épisode 6:Amours chiennes
- Royaume-Uni : 11 mars 2012 sur BBC Three
- France : 10 février 2013 sur OCS Choc

- Royaume-Uni : 867 000 téléspectateurs (première diffusion)

L'épisode commence avec un mix entre la vie de Thomas et celle d'une jeune fille. Allison retrouve Tom et Al dans le fast food et voient en elle le loup-garou. Elle leur fait connaitre la vidéo mise sur le net et ils constatent que c'est la vidéo de Tom et George en pleine transformation. Annie tue un humain en pensant que c'est un vampire. Cherchant à trouver la source de la vidéo, Tom et Allison essaie d’interroger un vampire, mais sans succès, il le tue. Allison se braque et Tom lui présente Cutler. Al sert une fille au fast food qui l'intrigue beaucoup. Allison comprend enfin que combattre les vampires est important et Tom lui enseigne ce qu'il sait, pendant qu'elle lui enseigne un minimum de culture générale. Un lien se tisse entre eux. Al, quant à lui, essaie d'avoir un rendez-vous avec Alex. Pendant ce temps, Annie essaie de faire passer Emerys de l'autre côté. Le double-rencard d'Al et de Tom au musée se passe bien, jusqu'à ce Tom et Allison doivent s'absenter pour tuer un vampire qui les poursuit et où Al s'enfuit de peur de faire du mal à Alex. Allison, repoussée par Tom, part chasser les vampires seule. Il découvre alors qu'elle a fugué de chez elle. Prête à tuer un vampire, Tom l'interrompt et lui fait comprendre qu'elle est bien comme elle est. Cependant, Cutler tue Golda. Emerys trouve la porte, après avoir fait peur à sa femme, et Tom quitte Allison, pour qu'elle finisse ces études. De plus, Al reprend contact avec Alex après le désastre du musée. Annie a la visite surprise de la "Ève" du futur.

### Épisode 7:Écrire l'histoire
- Royaume-Uni : 18 mars 2012 sur BBC Three
- France : 17 février 2013 sur OCS Choc

- Royaume-Uni : 918 000 téléspectateurs (première diffusion)

En 1950, Al transforme Cutler en vampire.

### Épisode 8:L'Enfant de la guerre
- Royaume-Uni : 25 mars 2012 sur BBC Three
- France : 17 février 2013 sur OCS Choc

- Royaume-Uni : 911 000 téléspectateurs (première diffusion)

L'épisode commence en 2022, où un homme sacrifie sa vie pour sauver Ève, alors âgée de 11 ans.
Al et Alex ont réussi à sauver tous les gens présents à la fête en mettant Tom dans un fourgon blindé de police. Cutler fait un exposé à Snow et sa troupe sur la révolution que prévoit les vampires. Al révèle alors que Snow est l'un des premiers vampires. Annie, bouleversée par les révélations de la future Ève, parle à ces amis de la dernière partie du parchemin et donc du destin de chacun, et de ce que doit accomplir Annie pour éviter un avenir cauchemardesque. Al et Tom prévoient de fabriquer des bombes artisanales pour tuer tous les Anciens. Annie apprend quelques trucs de fantôme à Alex, pour qu'elle se débrouille en cas de danger. Tom se fait menacer par le loup-garou qui s'est entiché avec les vampires. Cutler, décidé à tuer le bébé entre sans la maison sans invitation, mais Annie le tue et regrette son geste. Al et Alex retournent à l'entrepôt, puis le vampire arrange le corps d'Alex pour que celui-ci soit « présentable » lors de l'arrivée de la police mais des personnes enlèvent le corps et Al craque une nouvelle fois. De plus, Snow propose à Al une nouvelle place parmi les Anciens.
Tom enlève le bébé, pour le remettre aux vampires afin qu'Annie ne puisse pas lui faire de mal. Suivi de près par Al qui menace de faire exploser la bombe, c'est Annie qui vient récupérer Eve, et qui fait sauter l'entrepôt dans lequel sont présents tous les Anciens. La porte d'Annie est alors là, et la Eve du futur lui révèle que sa tâche à finir, c'était de sauver le monde. La Eve du futur s'efface donc. 
À la fin, on a une vue sur « les Nettoyeurs », un groupe de personnes qui sont un peu comme « les domestiques du monde » et qui s'occupent de laisser cacher les choses secrètes. C'est eux qui ont enlevé le corps d'Alex et qui ont récupéré les téléphones des jeunes que Tom a failli tuer.